# Mužar
Mužar je vrsta posude koja se rabi za drobljenje i miješanje prilikom pripreme hrane. Mužari su najčešće od tvrdog drva, porculana ili kamena.

## Povijest
Mužar se rabi od rimskih doba. Rimski pjesnik Juvenal je spominjao mužar prilikom pripreme lijekova kao ljekarnički simbol. Porijetlo mužara pojavljuje se u staroj literaturi, kao što je egipatski Ebers Papirus iz 1550. pr. Kr. (najstariji sačuvan medicinski dokument) i Stari zavjet.

## Uporaba u farmaciji
Porculanski mužari s drvenom drškom tradicionalno su se koristili u ljekarnama za pripremu lijekova prema receptu. Uz štap sa zmijom i zeleni križ, jedan je od simbola farmacije.
Danas se u te svrhe koriste laboratorijski tarionici.

## Poveznice
- Tarionik